# Izraelský šekel
Toto byla oficiální měna Státu Izrael v letech 1980–1985. Pro další významy jděte na Šekel (rozcestník).

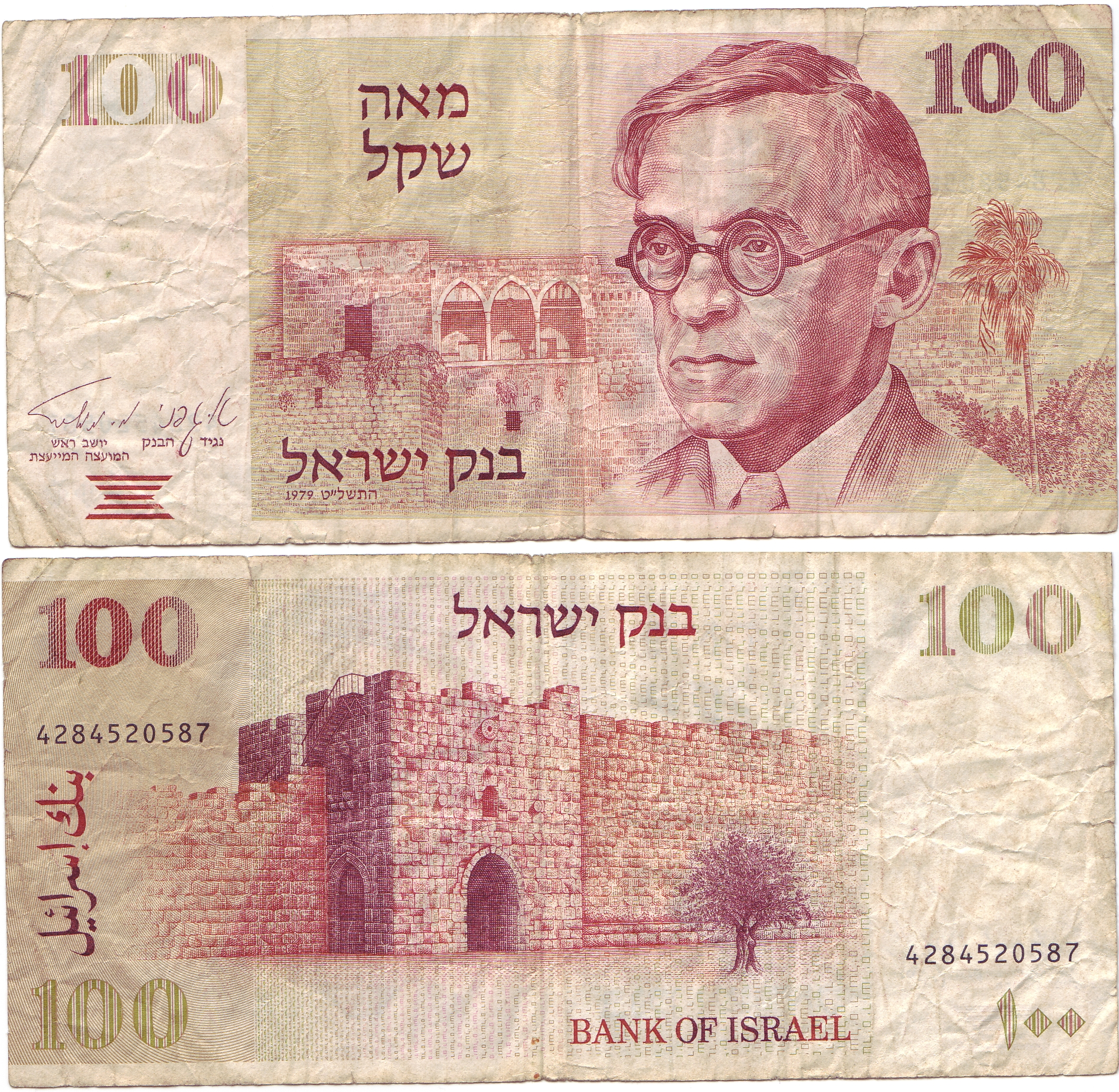
100 šekelů

Šekel (hebrejsky: שקל; množné číslo šekalim, שקלים) byl oficiální izraelskou měnou mezi 24. únorem 1980 a 31. prosincem 1985. Šekel se dále dělil do 100 agorot (אגורות חדשות). Znak šekelu byl "".

## Historie
Šekel nahradil libru v poměru 1 šekel = 10 liber. Poté, co izraelská ekonomika trpěla velmi vysokou inflací, byl šekel nahrazen novým šekelem. Při této výměně v září 1985 byl 1 nový šekel měněn za 1000 „starých“ šekelů.